# ロシア語検定試験
ロシア語検定試験（ロシアごけんていしけん、ロシア語：Тест по русскому языку как иностранному、英語：Test of Russian as a Foreign Language）はロシア語を母語としない学習者向けに行われるロシア語の検定試験である。ロシア語表記の略称からТРКИ（テ・エル・カ・イ、テルキ）、あるいは英語表記からTORFLと略される。日本では専らТРКИと表記される。
日本においては日本対外文化協会や札幌大学が試験を実施している。また、大阪大学においても1月下旬から2月上旬にかけて基礎レベル以上の試験が行われている。特に基礎レベル、第一レベルの合格は外国語学部ロシア語専攻の1年生、2年生にとっての進級要件となっていることもあり、毎年数十名が受験する。

## 検定レベル
検定レベルは6段階になっている。
| レベル     | 概要 | 得られる資格など                                                   | 語彙                         |
| ---------- | --- | ------------------------------------------------------------------ | ---------------------------- |
| 入門レベル | 基礎的なロシア語を理解し、平易なロシア語を聞き、話し、書く能力。限られたレベルでの日常生活の会話が可能。                                                  |                                                                    | 750                          |
| 基礎レベル | 基礎的なロシア語を理解し、平易なロシア語を聞き、話し、書く能力。 限られたレベルでの日常生活やロシア文化圏での会話が可能。                                 | ロシア市民権の取得に最低限必要とされる。                           | 1,300                        |
| レベル1    | 社会生活に必要とされるロシア語の能力。 日常生活、文化、教育、専門分野においてのある程度のコミュニケーションが可能。                                       | ロシアの大学に入学する際に最低限必要とされる。                     | 2,300                        |
| レベル2    | 文化、教育、専門分野における高いレベルのコミュニケーションが可能。                                                                                        | ロシアの大学院（人文社会科学系学部以外）に入学する際に必要とされる | 10,000                       |
| レベル3    | すべての分野における高いレベルのでコミュニケーションが可能で、ロシア語を用いて科学分野の研究を行うことも出来る。 入門レベルのロシア語を教えることも可能。 | ロシアの大学院（人文社会科学系学部）に入学する際に必要とされる     | 12,000 (うち7000が表現語彙)  |
| レベル4    | ロシア語ネイティブと同等のコミュニケーション能力。 |                                                                    | 20,000 (うち8,000が表現語彙) |

## 検定制度
レベル4を除き辞書の利用が部分的に可能である。
対外文化協会で実施される受験者数には制限が設けられており、全てのレベル合計で100名までが受験可能となっている。